# Daniel Löble
Daniel „Dani“ Löble (* 22. února 1973 Curych, Švýcarsko) je švýcarsko-německý bubeník. Dříve hrál ve skupině Rawhead Rexx a se zpěvákem Blazem Bayleym. Do německých Helloween přišel v roce 2005. Dani s Helloween nahrál a vydal CD Keeper of the Seven Keys - The Legacy (2005), Gambling with the Devil (2007) a DVD Live on 3 continents (2006).